# Jonas Pessalli
Jonas Pessalli, né le 24 septembre 1990 à Bento Gonçalves et mort le 12 juin 2017 à Curitiba, au Brésil, est un footballeur brésilien. 
Il évolue au poste de milieu offensif.

## Biographie
Jonas Henrique Pessalli, plus connu sur le nom de Jonas Pessalli (ou Pessalli) est un footballeur brésilien.
Il débute à Grêmio au Brésil mais n'effectue que une apparition sous le maillot brésilien.
Il signe ensuite un contrat de 3 ans plus 1 en option en cas de montée du S.C.O. Angers. 
Il effectue 37 apparitions sous le maillot angevin pour 7 buts. Il participe aussi à la montée du club en Ligue 1 le 22 mai 2015 (victoire 3-0 contre Nîmes).
Le 1er février 2016 dans les dernières heures du mercato, il s'engage avec Luçon, club de National.
Il meurt le 12 juin 2017 dans un accident de voiture , à Curitiba dans son pays natal. 
Il était marié et père de trois enfants.